# Chrysemosa senegalensis
Chrysemosa senegalensis är en insektsart som beskrevs av Hölzel et al. 1994. Chrysemosa senegalensis ingår i släktet Chrysemosa och familjen guldögonsländor. Inga underarter finns listade i Catalogue of Life.